# 창녕 관룡사 석조여래좌상
창녕 관룡사 석조여래좌상(昌寧 觀龍寺 石造如來坐像)는 대한민국 경상남도 창녕군 창녕읍, 관룡사 약사전에 있는 고려시대의 불상이다.
1970년 6월 24일 대한민국의 보물 제519호 관룡사석조여래좌상(觀龍寺石造如來坐像)으로 지정되었다가, 2010년 8월 25일 현재의 명칭으로 변경되었다.

## 개요
신라시대 8대 사찰 중 하나였던 관룡사의 약사전에 모셔져 있는 불상이다. 표현기법에 있어 절의 서쪽 계곡에 있는 통일신라시대의 창녕 관룡사 용선대 석조여래좌상(보물 제295호)을 본떠 만든 것으로 보인다.
머리에는 큼직하게 표현된 상투 모양의 머리(육계)가 있고 이마 위쪽으로 반달 모양이 표현되어 고려시대 불상의 머리 형식을 따르고 있음을 알 수 있다. 귀는 길게 늘어져 어깨까지 내려오고, 목에 있어야 할 3개의 주름은 가슴 윗부분에 표현되고 있다. 옷은 양 어깨에 걸쳐 입고 있으며, 옷주름은 얕은 선을 이용해 형식적으로 표현하였다. 겉옷 안에는 두 가닥의 접힌 옷자락이 역시 도식적으로 나타나고 있다. 오른손은 왼발 위에, 왼손은 오른발 위에 놓여 있는 독특한 손모양이며 왼손 위에는 약그릇이 놓여 있었던 것으로 보인다. 불상이 앉아 있는 대좌(臺座)는 상·중·하대를 모두 갖추고 있는데, 연속된 거북이 등모양으로 연꽃을 표현하고 있는 상대가 특이하다.
머리에 표현된 반달 모양과 형식화된 세부표현 기법 등에서 용선대 석조여래좌상을 고려시대에 이 지방의 장인이 본떠 만든 것으로 보인다.

## 같이 보기
- 관룡사
- 창녕 관룡사 약사전 - 보물 제146호
- 창녕 관룡사 용선대 석조여래좌상 - 보물 제295호

## 참고 자료
- 창녕 관룡사 석조여래좌상 - 국가유산청 국가유산포털